# Anders Bording-prisen
Anders Bording-prisen er en dansk hædersbevisning, der siden 1965 er blevet uddelt årligt af Danske Specialmedier til et af foreningens medlemsmedier.
Prisen er opkaldt efter Anders Christensen Bording, der i 1666 udgav Den Danske Mercurius, som regnes for at være det første periodiske skrift i Danmark. Prisen består af en stålskulptur, tegnet af Leif Alring og udført af Kim Buck.
Prisen er opdelt i fem kategorier: Anders Bordings Journalistpris, Anders Bordings Mediepris, Fotoprisen, Prisen for digitale medier og Prisen for grafisk design.

## Modtagere af medieprisen
- 1966: Ingeniøren
- 1986: Sygeplejersken
- 2005: Fagbladet 3F
- 2007: Journalisten
- 2003: Dagens Medicin
- 2008: Magasinet Politi
- 2009: Spis Bare
- 2011: SCENARIO Magazine
- 2012: Folkeskolen
- 2013: Altinget[1]
- 2018: Ingeniøren[2]
- 2019: Kirke.dk[3]
- 2020: Børneavisen[4]
- 2021: Altinget.dk[5]